# Acul-doamnei
Acul-doamnei (Scandix pecten veneris) este o specie de plante erbacee din familia umbeliferelor. Florile lor sunt albe, iar fructul are o terminație în formă de cioc lung.

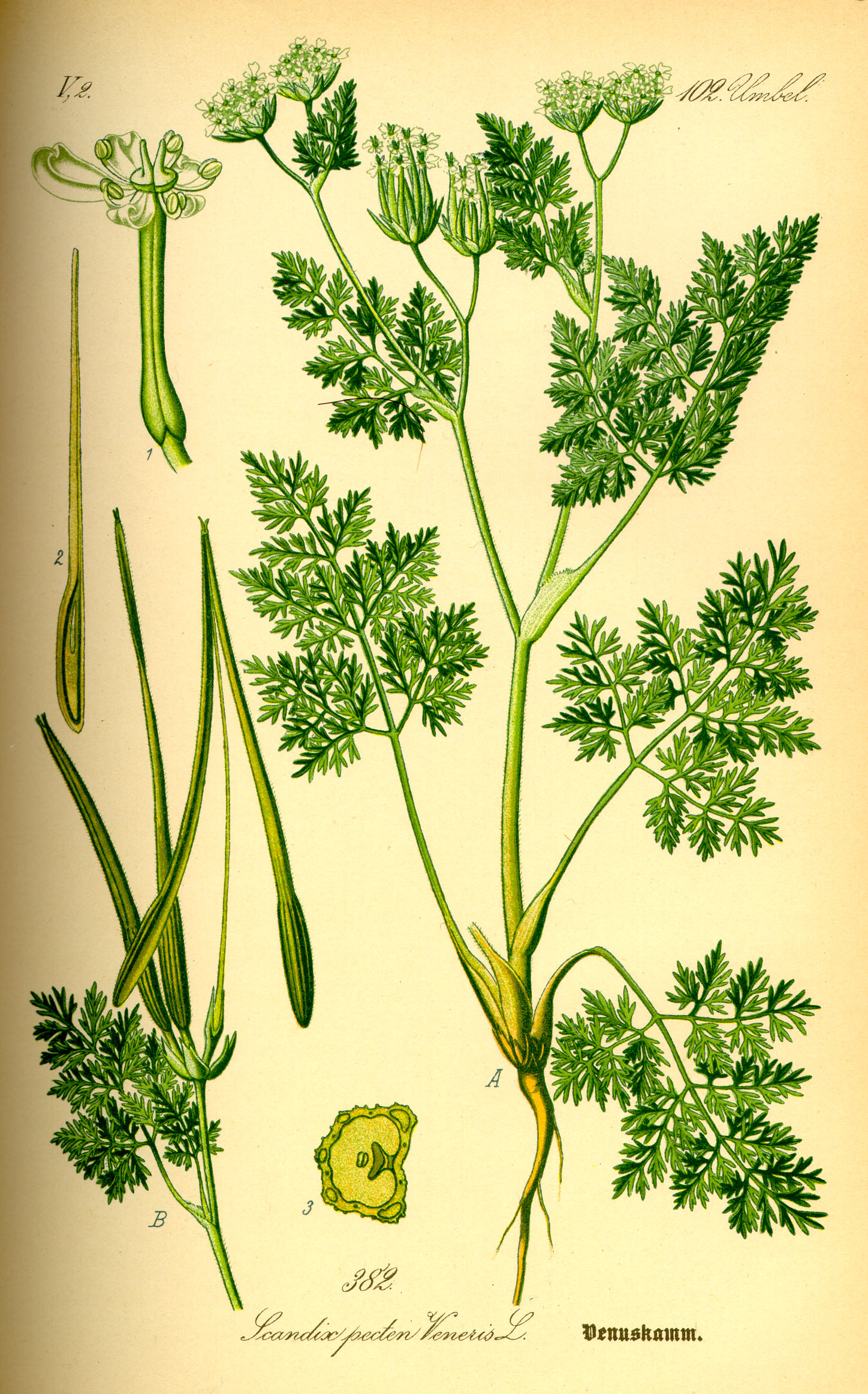
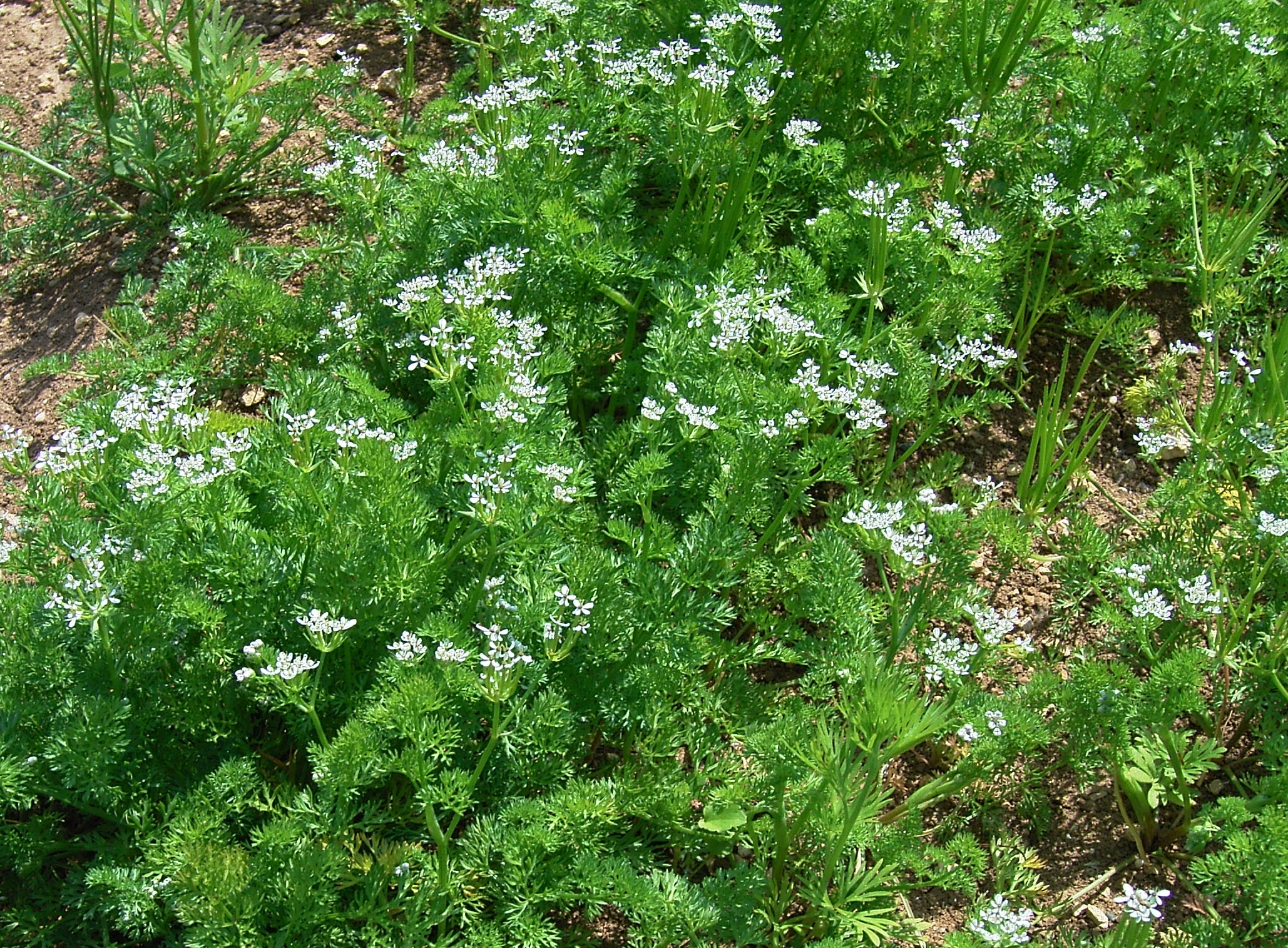
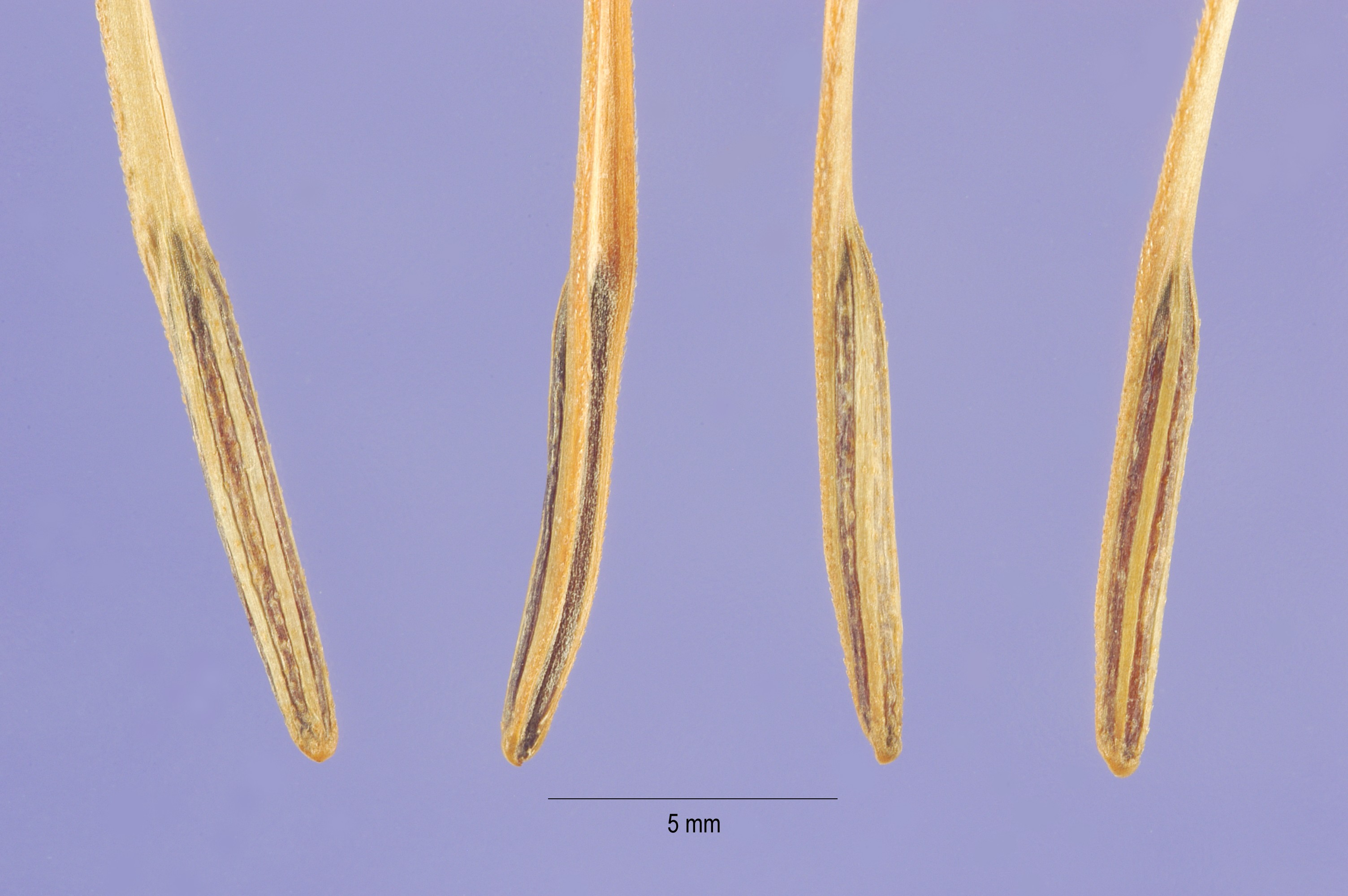